# Svenska mästerskapen i längdskidåkning 1915
Svenska mästerskapen i längdskidåkning 1915 arrangerades i Ludvika.

## Medaljörer, resultat

### Herrar
| Gren             | Guld                  | Guld          | Silver          | Silver        | Brons          | Brons          |
| 30 km            | John Wolrath Carlberg | Säfsnäs IF    | Valdemar Edvall | Östersund     | Lars Eriksson  | Arbrå          |
| 60 km            | Arvid Dahlberg        | IFK Umeå      | Viktor Lindblom | Holmsveden    | Albin Lingvall | Holmsvedens IF |
| Lagtävling 30 km | Ingen tävling         | Ingen tävling | Ingen tävling   | Ingen tävling | Ingen tävling  | Ingen tävling  |
| Lagtävling 60 km | Ingen tävling         | Ingen tävling | Ingen tävling   | Ingen tävling | Ingen tävling  | Ingen tävling  |

### Webbkällor
- Svenska Skidförbundet